# كيم وليامز (ملحن)
كيم وليامز (بالإنجليزية: Kim Williams)‏ هو ملحن أسترالي، ولد في 1952 في سيدني في أستراليا.

## وصلات خارجية
- كيم وليامز على موقع ميوزك برينز (الإنجليزية)